# Torčec (jezero)
Jezero Torčec površine oko 0,4 hektara (površina ovisi o vodostaju potoka Gliboki) nalazi se u Koprivničko-križevačkoj županiji u istoimenom naselju Torčec.

## Opis
Jezercem gospodari ŠRK "Štuka" Torčec i na obali ima svoj ribički dom. Na jezeru se odvijaju klupska takmičenja. Jezerce je mutno, nastalo iskapanjem pijeska i šljunka a opskrbljuje se vodom podzemno iz potoka Gliboki i oborinskih voda. Dno jezera je šljunkovito i muljevito, samo mjestimično malo obraslo vodenom travom krocanj, trskom i nekim drugim biljem a ima i par lopoča. Obala je pristupačna i uređena s vrlo malo niskog raslinja i drvoredom nekoliko posađenih borova. Oko jezera su livade i naselje Torčec.

#### Ribolov
Jezero Torčec je jedno od najmanjih u županiji koje se poribljava (šaran, amur, tolstolobik, štuka i dr.). U njemu ima i drugih riba (linjak), kao i nekih sitnijih ribljih vrsta koje obitavaju na ovom području crvenperka, klenić, žutooka-bodorka, bjelica-uklija i druge. Osim njih ima i invazivnih alohtonih vrsta patuljastog somića, sunčanice, babuške i bezribice. Vrijedi sustav “Ulovi i pusti“ za svu ribu, osim za invazivne alohtone vrste. Zabranjena je uporaba čamaca.

## Galerija
- Torčec jezero
- Torčec jezero